# Casa de Garrafas
O modelo da construção dessas Casa de Garrafas é no formato residencial, sendo utilizados poucos materiais, mas tendo como protagonista a Garrafa PET. Mesmo sendo criado na Índia, esse tipo de construção pode ser encontrado em outros países do globo como o Brasil, e com isso as pessoas com pouco poder aquisitivo podem, além de economizar nos materiais também contribuir com o meio ambiente.

## História
Mesmo a ideia inicial ter sido criada na Índia, a primeira construção a sair do papel foi a partir da parceria entre a África Community Trust e a Associação de Desenvolvimento de Energias Renováveis, construindo assim a primeira casa de garrafa pet e areia em Yelwa na Nigéria. 
- Segundo a arquiteta Ângela Marques, especialista em materiais alternativos para construções, a resistência do material é maior que o tijolo convencional, além de trazer o conforto térmico e acústico dentro das casas. Sendo construções de fácil acesso, mais limpas e econômicas.

Esse método diferenciado de construção é uma opção aos locais mais quentes e que sofrem com a pouca tecnologia dos materiais. Na América Latina já podemos ver construções como essas sendo realizadas, e o Brasil não fica de fora, temos como exemplo o Rio Grande do Norte que já possui construções desse tipo.

## Materiais
Os materiais utilizados nessas construções variam de local para local - porém são todos facilmente encontrados - na forma inicial feito na Nigéria seus materiais são os convencionais do país como o concreto e areia; nossa vizinha Bolívia já usa materiais mais ecologicamente corretos, como uma massa de barro, mingau, açúcar e linhaça; no Brasil utiliza-se a mistura convencional de cimento, areia e cal.

## Construção
Para a construção, as garrafas devem estar preenchidas com algum tipo de material sólido, como areia, terra úmida, entre outros. 
- Passo 1: para a base da casa, as garrafas devem estar na posição horizontal (deitadas);
- Passo 2: para as paredes também devem ser posicionadas na horizontal e criar uma espécie de rede entre elas com o fio de nylon ou sisal, deixando assim a estrutura mais firme, e fixando elas com a mistura de cimento, argila e cal;
- Passo 3: o telhado também pode ser feito das garrafas basta apenas cortá-la na horizontal tirando sua base e gargalo fora deixando-as em formato de telha de barro e fixando-as com grampeador.
- Passo 4: as colunas também podem ser feitas de garrafas e para isso necessita da formação de um círculo com cerca de 11 garrafas sendo elas de 500ml ou 600ml, essas garrafas precisam ser presas com fios de nylon ou sisal e posteriormente preenchidas com uma mistura com cimento ou apenas com barro.[4]

## Vantagens Da Construção
Construir utilizando a garrafa pet apresenta diversas vantagens, sendo as principais: o custo da construção e também a utilização de qualquer tipo de garrafa pet. Com relação ao custo, comparado ao de uma casa convencional, uma casa feita com garrafas pet possui um custo de 40 a 60% menor do que a casa convencional. E esse tipo de construção apresenta também como uma vantagem a segurança contra ventos e chuvas, além de a temperatura dentro da casa ser agradável.